# Girardo Cavallazzi
Girardo Cavallazzi, o Cavallazzo, in occitano Girard o Girart Cavalaz o Girart Cavalhuzi, (fl. 1225-1247), è stato un trovatore e poeta italiano originario della Lombardia.
Della sua opera poetica ci restano soltanto quattro cobla di un partimen che egli scambiò con Aycart del Fossat in merito alla natura del Paradiso e dell'Inferno: Si paradis et enfernz son aital.
L'identità di Girardo rimase sconosciuta per molti anni perché solo il suo nome occitano di battesimo veniva dato nel manoscritto di Londra (Br. Mus. Harley 3041) da cui la sua opera ci è nota. Tuttavia, la scoperta di documenti nella Biblioteca Civica di Bergamo mostra che Girard fosse stato un "Cavalaz", probabilmente un membro della famiglia Cavallazzi di Novara. In effetti, un Girardo Cavallazzi viene registrato in documenti novaresi all'inizio del 1225. Fu console del comune nel 1227 e 1230 e console di giustizia nel 1247. Secondo gli Annales Placentini Gibellini, la sua famiglia era simpatizante dei ghibellini.
Il manoscritto bergamasco contiene una rubrica latina che spiega l'argomento (razó) del partimen tra Girardo e Aycart.